# Montbartièr
Montbartièr (en francès Montbartier) és un municipi francès situat al departament de Tarn i Garona i a la regió d'Occitània.

## Demografia
| 1962                                       | 1968 | 1975 | 1982 | 1990 | 1999 | 2006  |
| ------------------------------------------ | ---- | ---- | ---- | ---- | ---- | ----- |
| 504                                        | 511  | 506  | 628  | 787  | 811  | 1.000 |
| Des de 1962: població sense dobles comptes |      |      |      |      |      |       |

## Administració
| Període   | Identitat          | Partit |
| --------- | ------------------ | ------ |
| 2001-2008 | Jacques Doumerc    |        |
| 2008-     | Jean-Claude Raynal |        |

## Monument

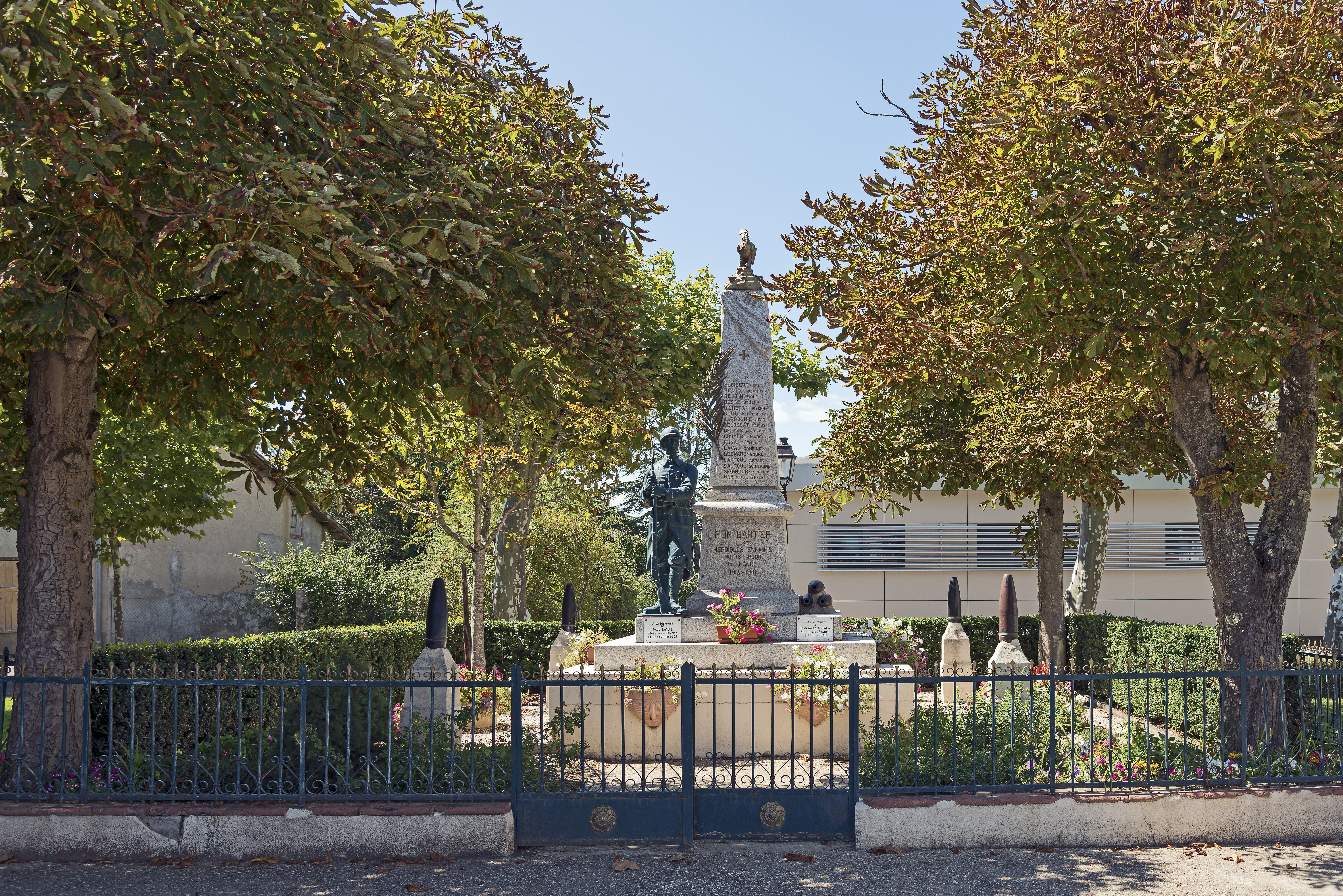
El monument als caiguts
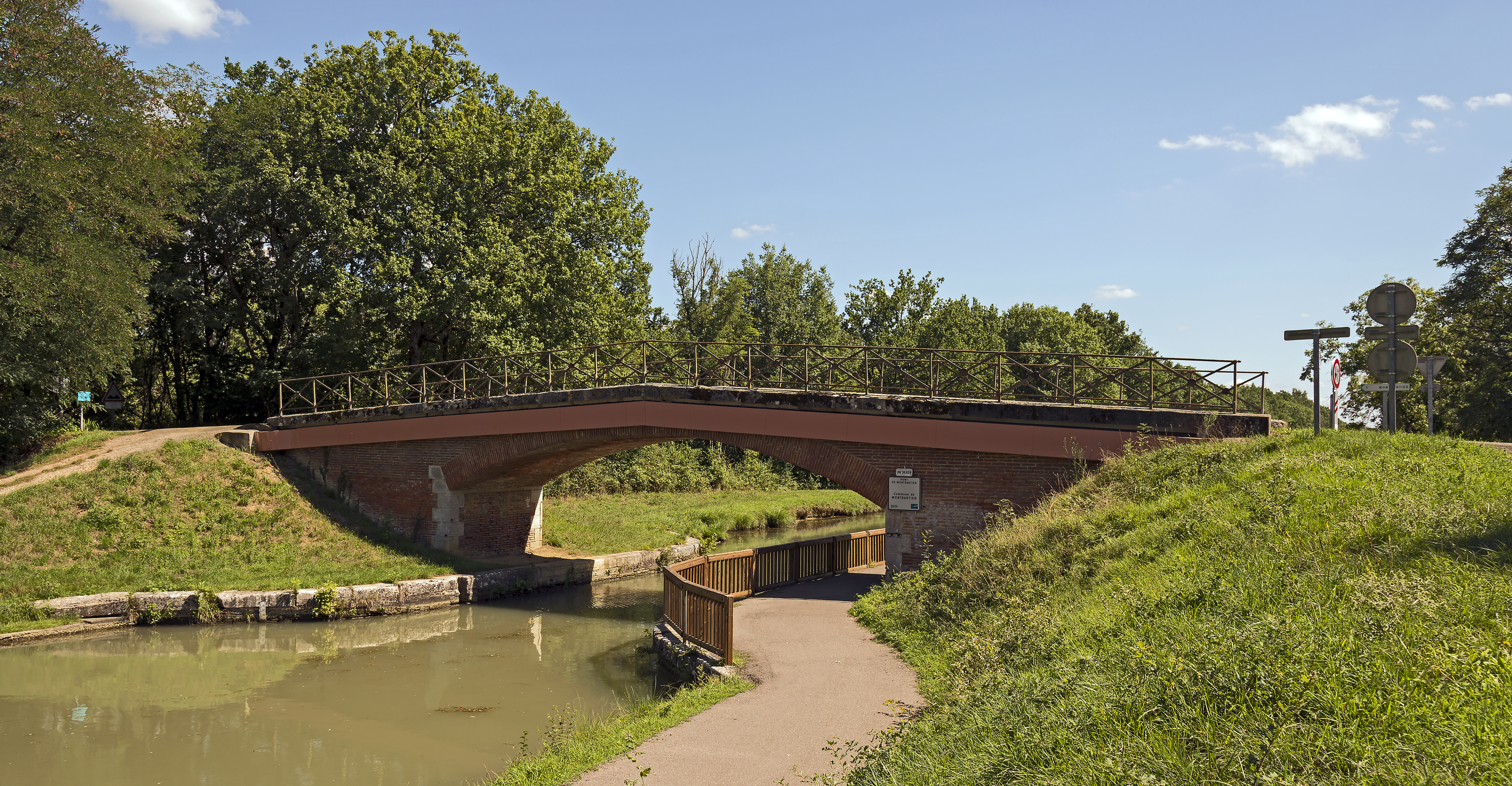
El pont sobre el "Canal lateral a la Garonne".